# Acapulco (meteoryt)
Acapulco – meteoryt kamienny należący do acapulcoitów, który spadł 11 sierpnia 1976 roku na przedmieściach miasta Acapulco w stanie Guerrero w Meksyku. Spadek nastąpił o godzinie 11.00 miejscowego czasu. Na miejscu upadku znaleziono kamień o masie 1914 g w płytkim, około 30 cm, kraterze. Meteoryt Acapulco zapoczątkował w klasyfikacji nową grupę meteorytów. Swoją budową przypomina achondryty, a składem chemicznym chondryty zwyczajne.